# Rocket (Universo cinematográfico de Marvel)
Rocket Raccoon, también conocido simplemente como Rocket, es un personaje ficticio del Universo Cinematográfico de Marvel (MCU) interpretado en voz por Bradley Cooper y basado en el personaje de Marvel Comics del mismo nombre. Para el diseño, Rocket se basó en los movimientos de captura de Sean Gunn y un mapache real llamado Oreo.
Rocket es representado como un mercenario de mal genio y experto en armas que, junto con su compañero Groot, se une a los Guardianes de la Galaxia en su batalla contra Ronan el Acusador y más tarde luchar contra una facción rebelde de Devastadores y el celestial Ego. Después del Blip, Rocket sobrevive y permanece en la Tierra como miembro de los Vengadores. Él y sus aliados obtienen con éxito las Gemas del Infinito del pasado utilizando viajes en el tiempo, con Rocket contribuyendo a la construcción del Nano Guantelete utilizado por Bruce Banner para restaurar las billones de vidas perdidas en todo el universo. Rocket lucha en la batalla final contra Thanos y se reúne con los Guardianes después de la victoria; partiendo hacia el espacio, ahora acompañados por Thor. Más tarde, él y los Guardianes establecen su base en Knowhere antes de entrar en conflicto con el creador de Rocket, el Alto Evolucionador. Rocket luego asume el liderazgo de los Guardianes de la Galaxia.
Rocket hizo su primera aparición en Guardianes de la Galaxia (2014) y se ha convertido en un personaje central del MCU, apareciendo en seis películas hasta 2023, en un episodio de la serie de cortos animados I Am Groot en Disney+ y en el especial de televisión The Guardians of the Galaxy Holiday Special (2022).

## Concepto y creación

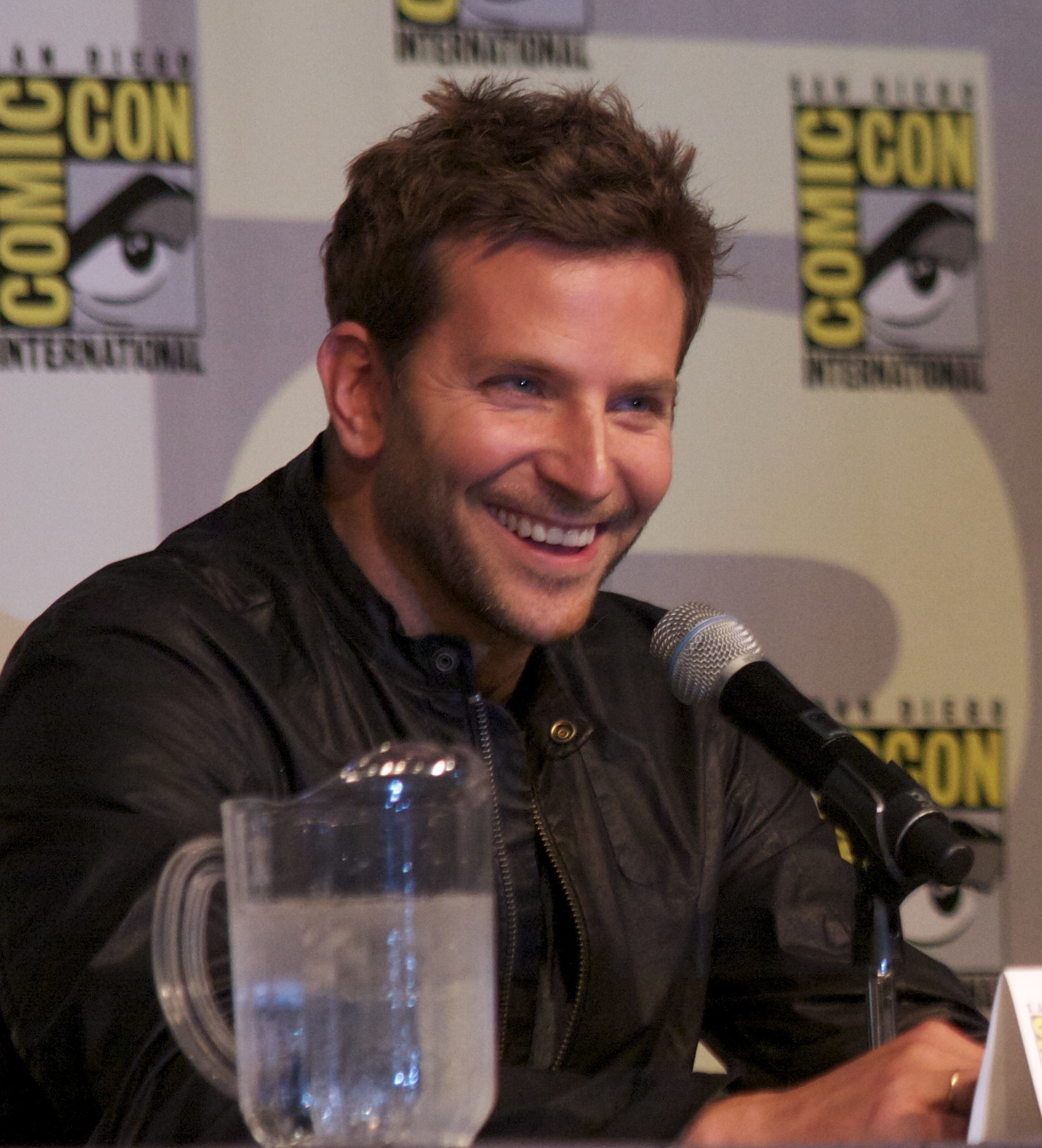
Bradley Cooper

El personaje del cómic fue creado por Bill Mantlo y Keith Giffen, e inspirado en la canción de The Beatles "Rocky Raccoon". Rocket Raccoon apareció por primera vez en Marvel Preview # 7 (verano de 1976), en la función de respaldo "The Sword in the Star", bajo el nombre de "Rocky". Luego aparecería en The Incredible Hulk # 271 (mayo de 1982), donde se descubre que "Rocky" es la abreviatura de "Rocket". En 1985, recibió su propia serie limitada de cuatro números y, en un epílogo del primer número, el propio Mantlo afirmó que este era el mismo personaje que se ve en Preview, dibujado a lápiz por Mike Mignola y entintado por Al Gordon con Al Milgrom. Rocket apareció en Quasar # 15 en 1990 y luego apareció en tres números de Sensational She-Hulk en 1992 (# 44–46). El personaje solo apareció en un total de diez cómics en sus primeros treinta años de existencia.  Además de una breve aparición en una edición de 2006 de Exiles, Rocket Raccoon se vio a continuación en Annihilation: Conquest y Annihilation: Conquest - Star-Lord, serie limitada de 2007, y su serie derivada, una nueva tomo de Guardianes de la Galaxia. Siguió siendo un miembro habitual del elenco de la serie hasta que se canceló con el número 25 en 2010.
El presidente de Marvel Studios, Kevin Feige, mencionó por primera vez a Guardianes de la Galaxia como una posible película en la Comic-Con International de San Diego de 2010, afirmando: "También hay algunos títulos oscuros, como Guardianes de la Galaxia. Creo que se han renovado recientemente de una manera divertida en el libro [de historietas]". Feige reiteró ese sentimiento en una edición de septiembre de 2011 de Entertainment Weekly, diciendo: "Existe la oportunidad de hacer una gran epopeya espacial, a la que Thor insinúa, en el lado cósmico" del Universo Cinematográfico de Marvel. Feige agregó que, si se hiciera la película, presentaría un conjunto de personajes, similar a X-Men y The Avengers. Feige anunció que la película estaba en desarrollo en la Comic-Con International de San Diego de 2012 durante el panel de Marvel Studios, con una fecha de estreno prevista para el 1 de agosto de 2014. Anunció que el equipo titular de la película estaría formado por los personajes Star-Lord, Drax el Destructor, Gamora, Groot y Rocket. En agosto de 2013, Marvel anunció que Bradley Cooper le daría voz a Rocket en Guardianes de la Galaxia.

## Caracterización
En Guardianes de la Galaxia, Rocket se caracterizó como un cazarrecompensas, mercenario y maestro de armas y tácticas de batalla basado en un mapache diseñado genéticamente. Gunn trabajó con mapaches vivos para obtener la sensación correcta del personaje y para asegurarse de que "no fuera un personaje de dibujos animados", diciendo: "No es Bugs Bunny en medio de los Vengadores, es una pequeña bestia real, algo destrozada. eso es solo No hay nadie más en el universo como él, ha sido creado por estos tipos para ser una máquina de peleas. Gunn también basó el personaje en sí mismo.  Al describir a Rocket en relación con el resto de los Guardianes, Cooper dijo: "Creo que Rocket es dinámico. Es el tipo de Joe Pesci en Goodfellas".
Cooper interpretó en voz a Rocket, mientras que Sean Gunn (el hermano menor de James) filmó al personaje durante el rodaje. James Gunn dijo que para el papel de Rocket, algunos movimientos físicos de Cooper, incluidas las expresiones faciales y los movimientos de las manos, se registraron como referencias potenciales para los animadores, aunque gran parte de la actuación de Sean Gunn se usa a lo largo de la película. Sean notó que "tropezaron" con el proceso de su actuación en el set ya que "no estaban seguros de cómo íbamos a crear ese personaje". Se siguió utilizando el mismo proceso para todas las apariciones posteriores de Rocket. Antes de elegir a Cooper, James Gunn dijo que era un desafío encontrar una voz para Rocket, que estaba buscando a alguien que pudiera equilibrar "los patrones de habla rápida que tiene Rocket, pero que también puede ser divertido, porque es realmente divertido". Pero también tiene el corazón que tiene Rocket. Porque en realidad hay algunas escenas bastante dramáticas con Rocket". Además de la voz de Cooper y los movimientos de Sean Gunn, la apariencia de Rocket se basó en un mapache real llamado Oreo. James Gunn dijo sobre el proceso: "Necesitábamos un mapache para estudiar cómo se veía y su comportamiento, de modo que nuestro mapache en pantalla, que se genera a través de CGI, sea realista. Nuestro Rocket se basa en una combinación de nuestro actor de voz, Bradley Cooper, nuestro actor en el plató, mi hermano Sean Gunn, los movimientos, el comportamiento y el aspecto de Oreo [el mapache], así como mi propia animación". Gunn llevó a Oreo a la alfombra roja del estreno de la película.
En Guardianes de la Galaxia vol. 2, Sean Gunn una vez más sirvió como suplente del personaje durante la filmación, y también se hace referencia a la actuación de Cooper. Sean Gunn dijo que "Rocket tiene el mismo tipo de crisis de fe [que tuvo en la primera película] acerca de si pertenece o no a esta familia", y James Gunn agregó: "Esto es realmente sobre la llegada de Rocket a términos con aceptar su lugar dentro de un grupo de personas, lo que probablemente parecía una buena idea" cuando eran héroes juntos al final de la primera película, pero ahora "simplemente no se siente muy cómodo con la idea". Feige declaró que la relación entre Rocket y Groot ha cambiado y dijo: "Groot era el protector de Rocket en la primera película, [y ahora] Rocket es el protector de Groot".
Oreo murió en 2019, a los diez años de edad.
Para Guardianes de la Galaxia Vol. 3, Gunn dijo que la película cuenta la historia de Rocket, incluidos sus antecedentes y "adónde va", además de cómo eso se relaciona con los otros Guardianes y el final de esta iteración del equipo. La película completa un arco de personajes que se estableció en Guardianes de la Galaxia y Guardianes de la Galaxia Vol. 2 (2017), y continuó en Infinity War y Endgame. Sean Gunn una vez más proporcionó la captura de movimiento del personaje en el set, al mismo tiempo que expresó al joven Rocket. Cooper también expresó al adolescente Rocket mientras que Noah Raskin expresó al bebé Rocket.

## Biografía del personaje ficticio

### Orígenes
Rocket nació en el centro de vida silvestre Lumbus en América del Norte en la Tierra. Sin embargo, él y su camada de mapaches fueron secuestrados por el Alto Evolucionador y su líder, Herbert Windom, y llevados a bordo de su nave al espacio. Está sujeto a experimentos genéticos y cibernéticos ilegales donde lo colocan en otra jaula con otros tres animales probados genética y cibernéticamente, la nutria Lylla, la morsa Teefs (Dientón, en español) y el conejito blanco Floor (Piso, en español), quienes se transforman en amigos; se nombró a sí mismo Rocket después de querer hacer naves voladoras y escapar de la nave del Alto Evolucionador. Con el paso de los años, el Alto Evolucionador quedó impresionado por la inteligencia de Rocket, pero también se sentía algo frustrado porque la inteligencia del mapache excedía la suya. Después de que el Alto Evolucionador mata a los tres después de intentar escapar de la nave usando una tarjeta que Rocket arma usando chatarra y dispositivos electrónicos en la jaula, Rocket ataca al Alto Evolucionador, desfigurandole el rostro y escapa después de subirse a una nave. En algún momento de sus viajes, Rocket se hace amigo y socio de Groot, un árbol antropomórfico consciente.

### Guardián de la galaxia
En 2014, en el planeta Xandar, Rocket y Groot intentan capturar a Peter Quill por una recompensa, interfiriendo en una pelea entre él y Gamora por la posesión del Orbe que Quill había adquirido en Morag. Los cuatro son capturados por los Nova Corps y enviados a la prisión espacial, Kyln. Rocket diseña un plan para escapar de la prisión, y lo logran junto con el preso Drax el Destructor. Luego, los cinco viajan a Knowhere para vender el Orbe al Coleccionista, descubriendo que contiene la Gema del Poder; antes Rocket y Drax tienen una acalorada discusión, donde Rocket lamenta que no haya pedido ser un monstruo. Después de que Drax, borracho, llama al poderoso enemigo Ronan para que lo enfrente, Ronan adquiere la Gema del Poder. Rocket quiere huir, pero Groot y la disculpa de Drax lo convencen de, primero, reunirse con Quill y Gamora que están capturados por los Devastadores y luego ayudar a salvar a Xandar del ataque de Ronan. Mientras el resto del equipo luchan contra Ronan a bordo de su nave, el Dark Aster, Rocket estrella una nave Devastadora al interior de la misma, haciendo que se estrelle en Xandar. Groot se sacrifica para proteger a Rocket y a los demás, y los Guardianes restantes pueden obtener el control de la gema y usarla para destruir a Ronan. Los Guardianes reciben el perdón y Rocket planta un retoño cortado de Groot en una maceta, que se convierte en un bebé de su especie, a quien adopta, y también nombra como Groot en honor a su padre biológico.

### Enfrentando a Ego
Meses después, Rocket y los Guardianes son contratados por Los Soberanos para luchar contra un alienígena que ataca sus valiosas baterías, a cambio de Nébula y su recompensa. Molesto por la arrogancia de su líder Ayesha y sus súbditos, Rocket roba algunas de sus baterías, lo que lleva a la flota Soberana a perseguir y atacar la nave de los Guardianes. Tras ser salvados por una misteriosa nave, se estrellan en un planeta, donde Quill se encuentra con su padre, que se revela como Ego; un Celestial primordial que manifiesta un avatar humano que le permite interactuar con otras razas. Quill, Gamora y Drax van con Ego y su ayudante Mantis a su planeta mientras Rocket y Groot se quedan atrás para vigilar a Nébula y reparar la nave. Los Devastadores, por encargo de Ayesha, llegan en busca de Quill y, después de una pelea, capturan a Rocket y Groot y liberan a Nébula. Los Devastadores, liderados por Taserface, se amotinan contra su líder, Yondu, y a bordo de la nave Devastadora, Rocket y Yondu planean su escape, y finalmente destruyen la mayor parte de la misma, excepto un tercer cuadrante que utilizan para viajar a Ego. Descubren que Ego es un planeta viviente malvado que intenta dominar el universo, siendo la razón por la que Yondu no le entregó a Quill cuando le pidió traerlo. Quill mantiene a Ego ocupado en combate con sus nuevos poderes celestiales hasta que Rocket es capaz de montar una bomba con las baterías robadas, que el bebé Groot coloca en el cerebro de Ego. Más tarde, Rocket y el resto de los Guardianes organizan un funeral para Yondu.

### Infinity War
Cuatro años después, Rocket y los Guardianes responden a una señal de socorro y acaban rescatando a Thor, que se encuentra flotando en el espacio entre los restos del Statesman. Thor les cuenta el plan de Thanos para obtener las Gemas del Infinito, y los Guardianes se separan; Rocket y Groot acompañan a Thor a Nidavellir para crear una nueva arma para matar a Thanos. En el camino, Rocket le da a Thor un reemplazo para el ojo que perdió y hablan sobre el camino que tomara tras perder a la gente que ama. Encuentran un Nidavellir abandonado y conocen al rey enano Eitri. Los cuatro trabajan juntos para crear el Stormbreaker (Rompe-Tormentas, en español), un hacha poderosa que también le otorga a Thor el poder del Bifröst. Thor se transporta a sí mismo, a Rocket y a Groot a Wakanda en la Tierra a través del Bifröst para ayudar a los miembros de los Vengadores, Bucky Barnes y el ejército de Wakanda en la batalla contra los Outriders. A pesar de estar gravemente herido, Thanos puede activar el Guantelete del Infinito, chasquear los dedos y teletransportarse. Rocket observa con impotencia cómo Groot grita débilmente "Yo Soy Groot" por última vez mientras desaparece junto con la mitad de los seres vivos del universo.  
El director James Gunn reveló que esta frase se traduce como ". . . ¿Papá?" mientras Groot miraba a Rocket en busca de ayuda.  

### Revirtiendo el Blip
Rocket se queda con Steve Rogers, Natasha Romanoff, Bruce Banner, James Rhodes y Thor en el complejo de los Vengadores y es testigo del regreso desde el espacio de Tony Stark y Nébula, dándose cuenta de que solo él y Nébula son los únicos Guardianes que han sobrevivido al chasquido. Después de encontrar la ubicación de Thanos, él, Thor, Rogers, Romanoff, Rhodes, Banner, Carol Danvers y Nébula van al espacio para enfrentarlo y recuperar las gemas. Sin embargo, después de que Thanos revela que las destruyó para que nadie más las usara, Thor lo mata y se van derrotados.
En 2023, Rocket se unió a los Vengadores y trabaja en misiones en el espacio con Nébula. Cuando se descubre un medio para usar el viaje en el tiempo para revertir el Blip, Rocket y Nébula regresan al Complejo y acompaña a Banner a Nuevo Asgard para convencer a un deprimido Thor de que regrese para ayudarlos con el esfuerzo. Rocket luego le da su nave espacial a Clint Barton para su misión en el espacio. Usando el reino cuántico, Rocket y Thor viajan a una línea de tiempo alternativa de 2013 y van a Asgard para obtener la Gema de la Realidad, durante el tiempo en que Jane Foster la absorbió. Recuperan la gema y regresan al Complejo en la línea de tiempo principal, pero después de que Banner usa el nuevo Nano Guantelete para deshacer el Blip, un Thanos alternativo ataca el complejo, atrapándolo junto a Rhodes y Banner debajo de sus ruinas. Scott Lang, en su forma de Giant-Man, los salva, y Rocket se une a la batalla contra el ejército alternativo de Thanos, donde se reúne con Groot. Una semana después y reunidos con sus compañeros Guardianes, asisten al funeral de Stark, antes de volver al espacio, esta vez acompañados por Thor.

### Consecuencias
Rocket, Thor y el resto de los Guardianes regresan al espacio y se embarcan en varias aventuras, mientras se reencuentran con Kraglin, quien se une al equipo. Después de llegar a Indigarr, Korg se une a ellos y luchan contra un ejército invasor. Posteriormente, se enteran de varias llamadas de socorro causadas por un asesino de dioses y se separan de Thor, mientras se pone en marcha para localizar a su amiga asgardiana.
En 2025, los Guardianes compran Knowhere al Coleccionista y Rocket se hace amigo de Cosmo el perro espacial, que se une a su equipo. Rocket y los Guardianes luego trabajan en la reconstrucción de Knowhere luego de su ataque. Más tarde ese año, Rocket participa en la celebración navideña y Nebula le da el brazo de Barnes como regalo.

### Confrontando su pasado
En 2026, después de terminar la reconstrucción de Knowhere, los Guardianes son atacados por Adam, un ser con superpoderes creado por su "madre", la líder de los Soberanos Ayesha. Durante la pelea, Rocket resulta gravemente herido, lo que deja a los Guardianes incapaces de atender sus heridas debido a un interruptor de muerte incrustado en él. El equipo decide viajar al Orgoscopio, sede de Orgocorp, con la esperanza de encontrar un código de anulación. Mientras tanto, el Alto Evolucionador, se obsesiona con recuperar a su sujeto. Al mismo tiempo, Ayesha busca venganza contra los Guardianes por el robo anterior de su propiedad por parte de Rocket.
Con la ayuda de los Devastadores y su nueva líder Gamora, los Guardianes se infiltran en Orgosphere y recuperan el archivo de Rocket. Sin embargo, son atacados por los guardias de Orgosphere y apenas escapan. El equipo luego visita Contra-Tierra, y luego se separa, con Quill, Nebula y Groot abordando la nave del Alto Evolucionador en busca de un científico llamado Theel, que se cree que tiene información que puede salvar a Rocket. Drax, Mantis y Gamora inicialmente permanecen en el planeta con Rocket, pero Drax y Mantis luego se van, y Warlock llega en busca de Rocket y lucha contra Gamora, quien logra escapar con Rocket en la nave de los Guardianes. Rocket se queda plano y tiene una experiencia cercana a la muerte, donde se encuentra con sus antiguos amigos de la infancia, quienes le dicen que aún no ha llegado su momento antes de que Quill implemente con éxito el código de anulación y lo reviva. Se produce una batalla en la nave del Alto Evolucionador, durante la cual Rocket descubre una camada de mapaches bebés y otros animales sujetos a prueba, pero es atacado por un Alto Evolucionador trastornado mientras intentaba liberarlos. Mientras Rocket lucha contra el villano, proclama que su verdadero nombre es Rocket Raccoon antes de ser rescatado por los Guardianes y juntos derrotarlo. A pesar de no suplir por su vida, Rocket le perdona la vida al Alto Evolucionador y lo salva de la explosión de su nave,  mientras Cosmo usa sus poderes para salvarlos y todos los animales son rescatados y llevados a Knowhere.
Los Guardianes, en su forma actual, deciden disolverse al regresar a Knowhere. Quill, antes de partir hacia la Tierra, otorga la capitanía de los Guardianes a Rocket, quien lidera una nueva alineación de Guardianes junto con Groot, Cosmo, Kraglin, Warlock, Phyla y Blurp.

## Versiones alternativas
Una versión alternativa de Rocket aparece en la serie animada What If...? con un cameo sin diálogo.

### La fiesta de Thor
En un 2011 alternativo, Rocket participa en la fiesta intergaláctica que Thor realiza en la Tierra, más específicamente en Las Vegas.